# جيفري هايدن
جيفري هايدن (بالإنجليزية: Jeffrey Hayden)‏ هو منتج تلفزيوني ومخرج أمريكي، ولد في 15 أكتوبر 1926 في نيويورك في الولايات المتحدة، وتوفي في 24 ديسمبر 2016 في لوس أنجلوس في الولايات المتحدة بسبب سرطان.

## وصلات خارجية
- جيفري هايدن على موقع IMDb (الإنجليزية)
- جيفري هايدن على موقع قاعدة بيانات الفيلم (الإنجليزية)